# Kabelitz (Wust-Fischbeck)
Kabelitz ist ein Ortsteil von Wust-Fischbeck in der Verbandsgemeinde Elbe-Havel-Land im Landkreis Stendal in Sachsen-Anhalt.

## Geographie
Kabelitz, ein Dorf mit Kirche, liegt rund zwei Kilometer östlich von Fischbeck und etwa 5 Kilometer östlich der Elbe.
In unmittelbarer Ortsnähe befindet sich das Biosphärenreservat Mittelelbe. Am östlichen und westlichen Ortsrand gibt es je einen Teich.
Nachbarorte sind Fischbeck (Elbe) im Westen, Schönhausen (Elbe) im Norden, Wust im Osten, Mangelsdorf im Südosten und Steinitz im Südwesten.

## Geschichte

### Mittelalter bis Neuzeit
Im Jahre 1150 wurde Kabelitz erstmals als Cobelitze erwähnt, als Kaiser Barbarossa das Bistum Havelberg bestätigte, wörtlich heißt es „in provincia Liczizi Merianburg urbem, que et Cobelize, dicitur“, also „Cobelitze“, das früher „Merianburg“ hieß.
Im Jahre 1159 wird der Burgward Kabelitz erwähnt als Kobelitz in einer Bulle von Papst Hadrian IV. Er bestätigte dem Kloster Jerichow die Schenkung des Hofes innerhalb des alten Walles des Burgwards Kobelitz, der früher Marienburgk hieß, aus vorherigem Besitz des Hochstifts Havelberg, wörtlich: „curtem de burwardo Kobelitz, que et Marienburgk dicitur“. Der Burgward Kabelitz umfasste wahrscheinlich das Gebiet des Trüben mit den Elbarmen, also die heutige Landschaft „Der Trüben“ östlich von Schönhausen und nördlich von Wust. Mit dem alten Wall wird wohl der 3,7 Kilometer nordöstlich von Kabelitz in der Gemarkung Wust liegende Burgwall Wust gemeint sein.
Eine weitere Erwähnung ist 1337 Kobelitz als „Mariendorff, que nunc kobelitz dictur“.
Bei dem Hochwasser in Mitteleuropa 2013 kam es nach einem Deichbruch bei Fischbeck zu einer Überflutung durch Elbewasser.

### Archäologie
Im Jahre 1896 berichtete Albert Voß vom Fund eines Glockengrabs 1,5 Kilometer südwestlich von Kabelitz. Ein Gefäß aus diesem bronzezeitlichen Fund hatte Carl Hartwich an das Altmärkische Museum in Stendal übergeben.
Im Ostteil des Dorfes um die Kirche sind Scherben als Einzelfunde geborgen worden. Sie gehörten wohl zu einem slawischen Burgwall. Man datierte sie in das 9. bis 11. Jahrhundert und übergab sie an das Museum Genthin.
1,5 Kilometer westlich des Dorfes, an der Düne Kerkenberg, wurden Reste einer jungslawisch-frühdeutschen Siedlung aus dem 12. Jahrhundert oder später geborgen. Sie gelangten ebenfalls an das Museum in Genthin.

### Burg Kabelitz – Marienburg
Als im Jahre 946 das Bisthum Havelberg gegründet wurde, wird in der Urkunde ein Marienborch, castrum aufgeführt, zu dem einige Dörfer gehören, die in der Gegend um Kabelitz liegen könnten. Diese Stiftungsurkunde des Bistums Havelberg gilt als Fälschung des 12. Jahrhunderts.
Gottfried Wentz meint, dem Bischof von Havelberg wäre der Burgward Kabelitz mit 11 wendischen Dörfern durch ein Privileg Kaiser Ottos II. oder III., auf den Fall aber am Ende des 10. Jahrhunderts, übereignet worden.
Im Jahre 1146 war die Marienburgk in Besitz des Bistums Havelberg.
Paul Grimm meinte 1958, die frühere Lage der Burg umfasst die gesamte ältere Dorflage, die auf drei Seiten von einem See und Sumpf umgeben ist.

### Herkunft des Ortsnamens
Aleksander Brückner erkennt im Ortsnamen die slawische Silbe „kob-“, die als altslawisch „kobь“ für „Wahrsagung“ oder „kobyla“ für „Stute“ oder aber mit „kovalь“ für „Schmied“ übersetzt werden könnte.

### Eingemeindungen
Am 20. Juli 1950 wurde die bis dahin eigenständige Gemeinde Kabelitz nach Fischbeck eingemeindet.
Seit dem 1. Oktober 2010 gehört Kabelitz zur Gemeinde Wust-Fischbeck.

### Einwohnerentwicklung
| Jahr | Einwohner |
| ---- | --------- |
| 1782 | [00]272   |
| 1818 | [00]296   |
| 1840 | [00]349   |
| 1864 | [00]342   |
| 1867 | 362       |
| 1871 | 365       |

| Jahr | Einwohner |
| ---- | --------- |
| 1905 | 334       |
| 1910 | 308       |
| 1925 | 318       |
| 1933 | 272       |
| 1939 | 250       |
| 1946 | 397       |

| Jahr | Einwohner |
| ---- | --------- |
| 2014 | 160       |
| 2017 | 153       |
| 2018 | 138       |
| 2019 | 136       |
| 2020 | 135       |
| 2021 | 136       |

| Jahr | Einwohner |
| ---- | --------- |
| 2022 | [0]140    |

Quellen: 1867 bis 1946 Unterlagen der Volkszählung

## Religion
Die evangelischen Kirchengemeinde Kabelitz, die anfangs einen eigenen Pfarrer hatte, gehörte ab 1817 zur Pfarrei Groß Mangelsdorf. Sie wird heute betreut vom  Pfarrbereich Jerichow im Kirchenkreis Stendal im Bischofssprengel Magdeburg der Evangelischen Kirche in Mitteldeutschland.
Die ältesten überlieferten Kirchenbücher für Kabelitz stammen aus dem Jahre 1650.
Die katholischen Christen gehören zur Pfarrei St. Elisabeth in Tangermünde im Dekanat Stendal im Bistum Magdeburg.

## Kultur und Sehenswürdigkeiten

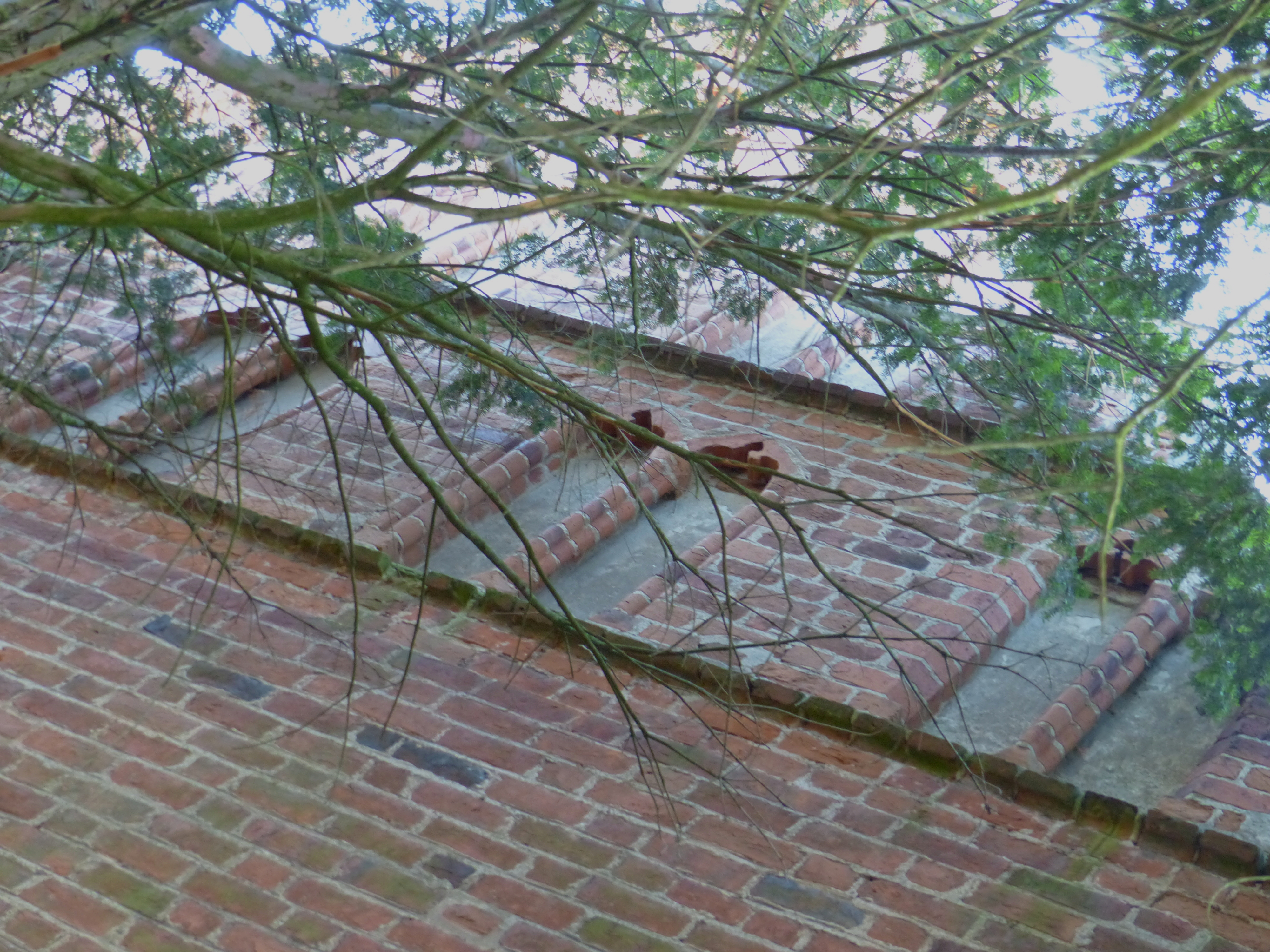
Chorgiebel der Kirche

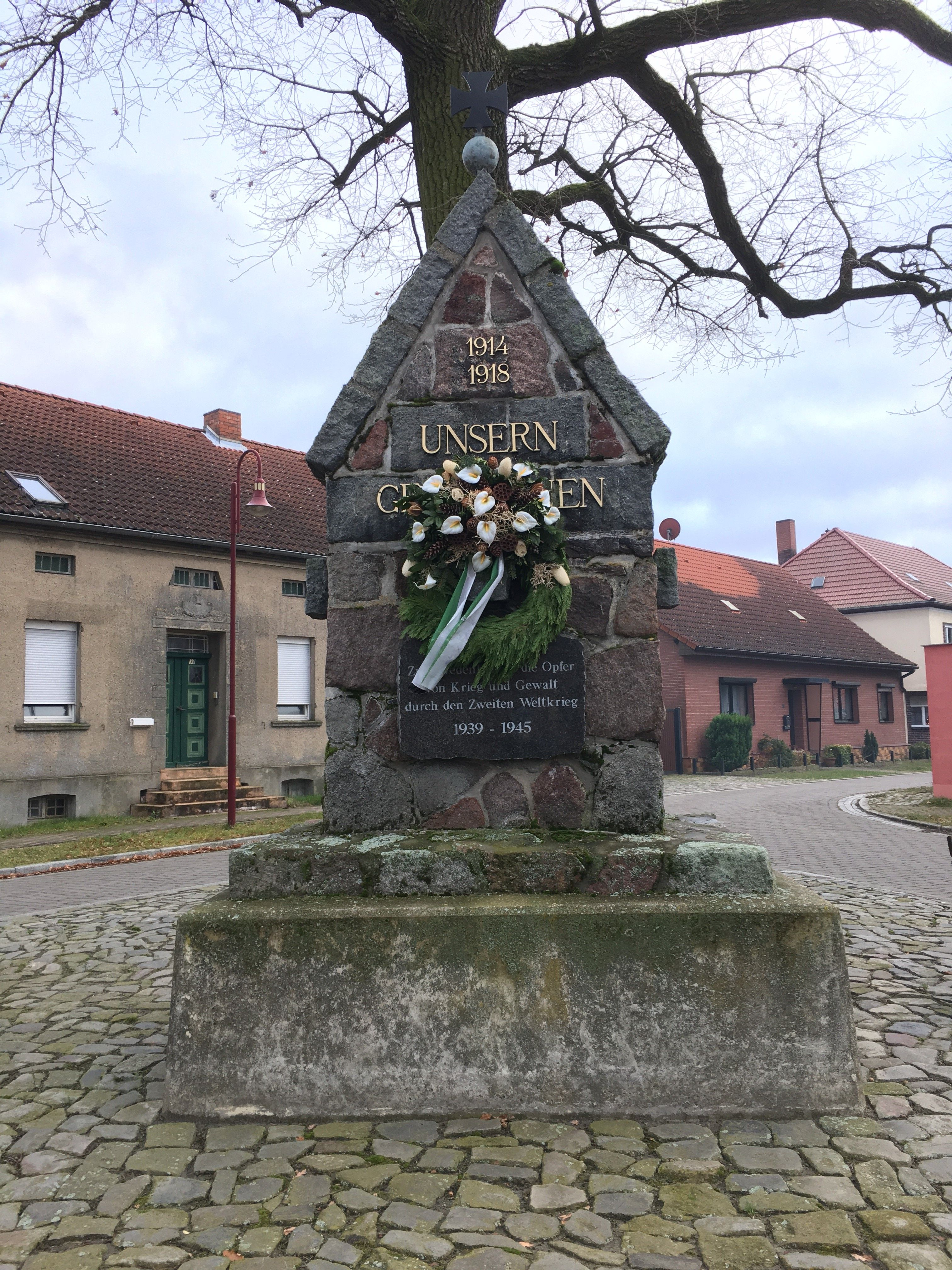
Gefallenendenkmal in Kabelitz

- Die evangelische St.-Martin-Kirche in Kabelitz, in der Mitte des Ortes gelegen, wurde als gotischer Backsteinbau anstelle einer romanischen Kirche errichtet, der Turm um 1710 angefügt. Sie besteht aus einem langgestreckten rechteckigem Kirchenschiff, einem gleich breiten Westturm und einem gerade abschließenden Altarraum. Die beiden Obergeschosse des Turms wurden im Fachwerkstil errichtet. Unterhalb der Traufe ist das Kirchenschiff mit dem Deutschen Band verziert, die Ostwand ist fensterlos. Das Kircheninnere ist flachgedeckt, an der Westwand befindet sich eine Empore. Ältester Einrichtungsgegenstand ist ein zweiflügliger geschnitzter Altaraufsatz aus dem frühen 15. Jahrhundert.[29]
- Das Kriegerdenkmal Kabelitz, ein Denkmal aus gemauerten Feldsteinen für die Gefallenen des Ersten und Zweiten Weltkrieges, steht in der Dorfmitte.[30]

## Wirtschaft und Infrastruktur

### Verkehr
Der Ort ist über die Kreisstraße 1031 mit Fischbeck verbunden. Im Norden führt die Bundesstraße 188 im Abschnitt Stendal–Rathenow vorbei, auf der hier in einem Teilbereich auch die nördliche Route der Straße der Romanik verläuft.

## Sage aus Kabelitz
Albert Voß berichtete 1896 aus der örtlichen Überlieferung: Kabelitz hieß früher Marienborn und lag 1½ Kilometer weiter westlich auf dem Kerkenberge. An der Stelle, wo heute das Dorf steht, war früher ein See. Einst wurden die Dorfbewohner von Feinden bedrängt, da erhob sich zu derselben Zeit inmitten des Sees eine Insel, auf die sie flüchteten und dort das jetzt noch vorhandene Dorf anlegten. Andere erzählten, dass die Stelle, wo sich der Garten des Pastors und des Küsters auf dem Kerkenberg befunden hatten, noch zu sehen gewesen sei.